# Valer Olariu
Valer Olariu (n. 22 februarie 1894, Nucet  - d.1925) a fost un delegat în Marea Adunare Națională de la Alba Iulia, organismul legislativ reprezentativ al „tuturor românilor din Transilvania, Banat și Țara Ungurească”, cel care a adoptat hotărârea privind Unirea Transilvaniei cu România, la 1 decembrie 1918.:p. 77

## Biografie
Valeriu Olariu a fost profesor de matematică la Școala Normală „Andrei Șaguna” din Sibiu. În 1918 era secretarul secției de informații al „Legiunei Române” din Sibiu.

## Activitatea politică

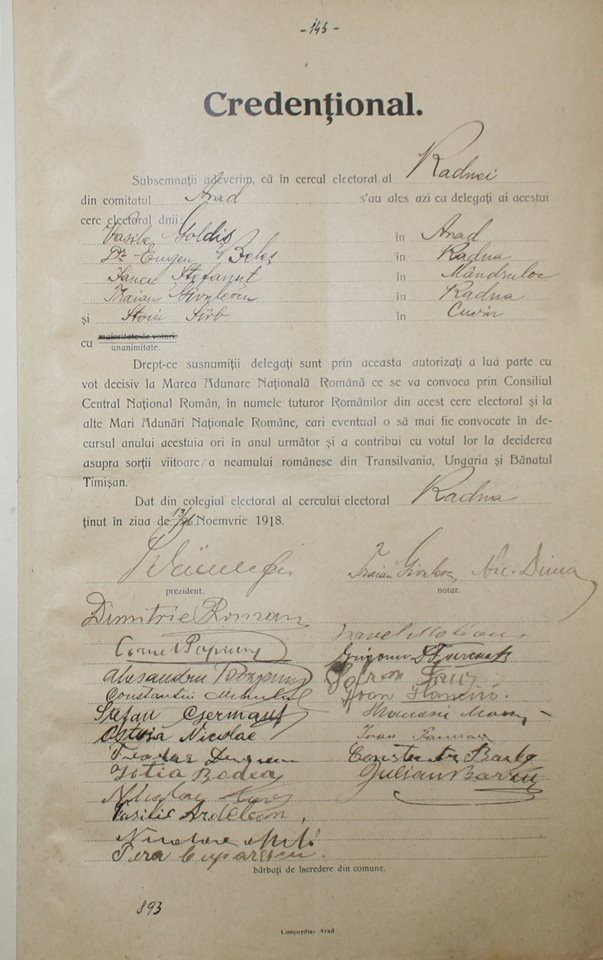
Credențional

A fost delegat al comunei Nucet, județul Sibiu, la  Marea Adunare Națională de la Alba Iulia.